# Union monarchique italienne
 (mai 2017).
Si vous disposez d'ouvrages ou d'articles de référence ou si vous connaissez des sites web de qualité traitant du thème abordé ici, merci de compléter l'article en donnant les références utiles à sa vérifiabilité et en les liant à la section « Notes et références ».
L'Union monarchiste italienne (UMI) est un mouvement politique italien transversal aux partis politiques, fondée en 1944 sous le règne de Victor-Emmanuel III. 
Le but du mouvement est de restaurer en Italie la monarchie constitutionnelle. L'UMI soutient le prince Amedeo de Savoie, dans la question dynastique,.

## Histoire

### Origine
L'organisation naquit officiellement le 1er octobre 1945 à Florence, où a eu lieu le premier congrès. La nouvelle association  prit la désignation provisoire d'Union monarchiste italienne, et, le 20 octobre, recevait l'autorisation d'un homonyme de l'organisation romaine à utiliser ce sigle en échange de la promesse de gérer le mouvement de jeunesse de l'association monarchiste, le Front des jeunesses monarchistes.
Son but était l'instauration, démocratique, d'une monarchie constitutionnelle en Italie, cela y compris après la défaite des monarchistes au référendum institutionnel et la naissance de la République italienne du 2 juin 1946.

### Dans La République
L'Union monarchiste italienne devient alors un mouvement élitiste, composé principalement de personnalités importantes de l'ancien Royaume d'Italie, sans descendre dans l'arène électorale.
En 1961, avec l'élection de Sergio Boschiero comme secrétaire national du Front des jeunesses monarchistes, l'association a pris une connotation nationale-populaire.
La mort du roi Umberto II, depuis des années en exil, et l'éloignement de Boschiero de la direction a contribué à la fin de l'activité politique du mouvement. La question de la dynastie qui a surgi au sein de la Maison de Savoie conduit au maintien de certaines sections et sièges historiques dans des importantes villes, notamment celle de la Porte de Milan (d'abord en la cour de Porta Romana, puis rue Donizetti), qui a conservé jusqu'à sa fermeture une position ouvertement et explicitement en faveur d'Amédée de Savoie-Aoste.

### La Reconstitution
L'UMI est revenu à la vie en 2002 à l'initiative de Gian Nicola Amoretti et Sergio Boschiero.
Dans le cadre du XIIe congrès national, tenu à Rome du 23 au 25 novembre 2012, Boschiero a été nommé président d'honneur, tandis qu'Alessandro Sacchi a été élu président et Davide Colombo secrétaire national,.

### L'Union monarchiste italienne aujourd'hui
Les activités du mouvement d'aujourd'hui visent l'abolition de l'article 139 de la Constitution : La forme républicaine ne peut pas être l'objet de révision constitutionnelle. Ceci pour ouvrir à la possibilité d'un nouveau référendum institutionnel.

### Présidents, secrétaires et sites historiques de l'UMI
- Pendant la campagne pour les élections du 2 juin 1946 :
  - via dell' umiltà 83/c (Président : Tullio Bénedetti. Secrétaire : Giuseppe Trotta).
- Pendant l'exil du roi :
  - via Sistina (Président : Luigi Filippo Benedettini. Secrétaire : Enzo Avallone);
  - via della Mercede (Présidents : Giovanni Galati, Giuliano Capranica del Grillo. Secrétaire : Benedetto Siciliani) ;
  - via Piemonte  (Président : Raffaele Paolucci di Valmaggiore. Secrétaire : Nino Guglielmi) ;
  - la via Rasella, 155 (Présidents : Raffaele Guariglia, et Adalberto Mariano, Rinaldo Taddei ; Secrétaires : Sergio Dompieri, Luigi Callegarini, Giorgio di Vistarino, Sergio Boschiero) ;
- Après la mort du roi :
  - la via Rasella, 155 (Présidents: Rinaldo Taddei, Giuseppe Costamagna, Giuseppe Barberi, Marino Bon Valsassina, Matteo de Nardelli, Pierluigi Nardis. Secrétaire : Giovanni Semerano).
  - via Degli Scialoja.
- À partir de 2002 :
- via Riccardo Grazioli Lante 15/A-Présidents : Gian Nicola Amoretti, Alessandro Sacchi. Secrétaires : Sergio Boschiero, Colombo. Oronzo Cassa (2019) et son vice secrétaire Augusto Genovese (2019). Vice-président : Vincenzo Vaccarella. Présidents d'honneur : Giovanni Semerano, Sergio Boschiero).

### Secrétaires du Front des jeunesses monarchistes
- Pendant l'exil du Roi :
  - Mario Lucio Savarese, Nicola Torcia, Giovanni Semerano, Filippo Fusco, Emilio di Nunzio, Giorgio di Nunzio, Ernesto Frattini, Sergio Boschiero, Domenico De Napoli, Antonio Maulu, Antonio Parisi;
- Après la mort du Roi :
  - Ettore Laugeni, Francesco Di Bartolomei, Emanuele Balzari, Amedeo de Dominicis, Simone Balestrini (2015).

## Décorations
L'UMI, pour exprimer le vouloir du roi Umberto II, conférait à ses plus dignes associés la médaille de la Fidélité portant au recto le visage du roi avec l'inscription Umberto II Roi d'Italie ; au verso, entre deux branches de laurier et de chêne liées entre eux du nœud sabaudien et couronné de la couronne royale, l'inscription 1946 contournée en cercle du mot fidélité et de deux inscriptions avec la devise FERT ; le ruban était bleu avec deux poteaux noirs. La médaille était conférée en trois classes : or, argent et bronze.